# Robert Beltran

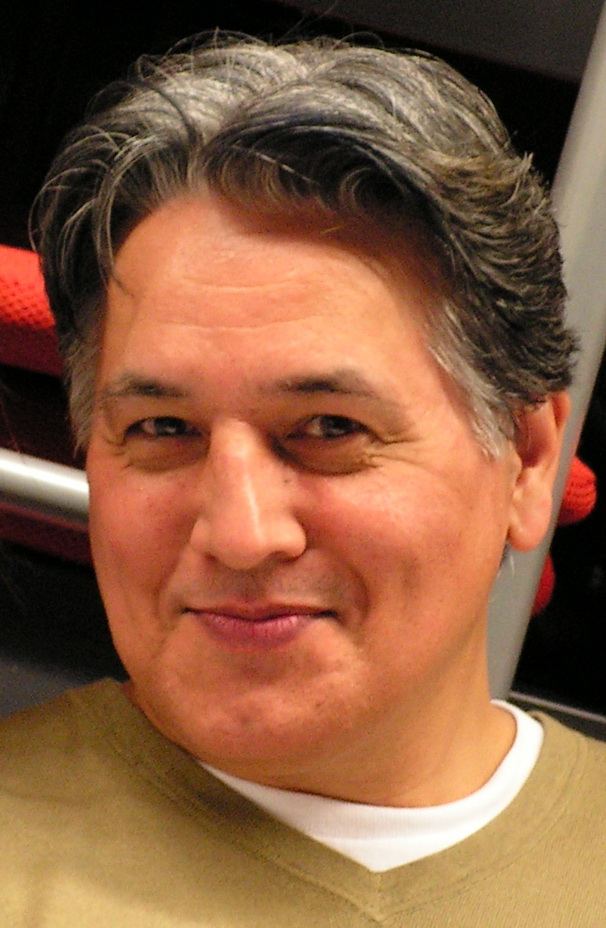
Robert Beltran (Mai 2006)

Robert Adame Beltran (* 19. November 1953 in Bakersfield, Kalifornien) ist ein US-amerikanischer Schauspieler mexikanischer Abstammung.

## Leben
Robert Beltran studierte an der California State University, Fresno. Er wuchs mit zwei Schwestern und sieben Brüdern auf. Weltweit bekannt wurde er in der Fernsehserie Star Trek: Raumschiff Voyager als Commander Chakotay.
Beltran genoss seine Ausbildung am Fresno State College, wo er einen Abschluss in Theaterkunst machte. 1981 bekam er die erste Filmrolle in Zoot Suit und war danach in verschiedenen weiteren Filmen zu sehen, wie zum Beispiel Gaby – Eine wahre Geschichte (1987), Kiss me a Killer – Tödliche Begierde (1991), Bugsy (1991) oder auch Nixon – Der Untergang eines Präsidenten (1995). Neben seiner Arbeit beim Film ist er auch im Theater aktiv und gründete die East LA Classic Theater Group.
Beltran war für mehrere Preise nominiert und gewann 1997 den Nosotros Golden Eagle Award als „Bester Darsteller in einer Fernsehserie“. Die Nosotros-Gesellschaft fördert Spanisch sprechende Künstler.

## Filmografie (Auswahl)
- 1981: Zoot Suit
- 1982: Eating Raoul (Eating Raoul)
- 1983: McQuade, der Wolf (Lone Wolf McQuade)
- 1984: Der Komet (Night of the Comet)
- 1984: Das Geheimnis des weißen Büffels (The Mystic Warrior)
- 1984: Der Model-Killer (Calendar Girl Murders)
- 1985: Latino
- 1986: Street Hawk
- 1986: The Family Martinez
- 1987: Gaby – Eine wahre Geschichte (Gaby: A True Story)
- 1987: Blondinen sterben früher (Slam Dance)
- 1989: Miami Vice (Fernsehserie, Folge Free Fall)
- 1989: Luxus, Sex und Lotterleben (Scenes from the Class Struggle in Beverly Hills)
- 1989: Forbidden Sun
- 1990: To Die Standing
- 1990: Midnight Caller (Life Without Possibility)
- 1990: El Diabolo  – Der mit dem Teufel Tanzt (El Diablo)
- 1991: Bugsy
- 1991: The Chase – Gnadenlose Jagd (The Chase)
- 1991: Kiss Me a Killer – Tödliche Begierde
- 1991: Veronica Clare
- 1992: Shadow Hunter
- 1992: Stormy Weathers – Eine Detektivin schlägt zurück (Stormy Weathers)
- 1992: La Pastorela: The Shepherd’s Tale
- 1993: Rio Shannon
- 1993: Superman – Die Abenteuer von Lois & Clark (Fernsehserie, Gastauftritt in der Folge Fly Hard)
- 1993: State of Emergency
- 1993–1994: Mord ist ihr Hobby (Fernsehserie, 2 Folgen)
- 1994: Models Inc. (Fernsehserie, 9 Folgen)
- 1994: Shannongate
- 1994: 500 Nations
- 1995: Nixon
- 1995–2001: Star Trek: Raumschiff Voyager (Fernsehserie, 168 Folgen)
- 1997: How Else Am I Supposed To Know I’m Still Alive?
- 1997: Trekkies
- 1997: Managua
- 1999: Luminarias
- 1999: Ultimate Trek: Star Trek’s Greatest Moments
- 2000: Fahrenheit 452: The Art Police
- 2001: ALMA Awards (Moderation)
- 2002: Foto-Novelas
- 2003: CSI: Miami (Fernsehserie, Folge 1x22 Flammendes Inferno)
- 2005: Manticore – Blutige Krallen (Fernsehfilm)
- 2007: Medium – Nichts bleibt verborgen (Fernsehserie, Folge 3x16 Bonbons und Dämonen)
- 2007: Die Feuerschlange (Fire Serpent, Fernsehfilm)
- 2009: Taking Chances
- 2009–2010: Big Love (Fernsehserie, 11 Folgen)
- 2012: Young Justice (Fernsehserie, Stimme)
- 2013: Free Birds – Esst uns an einem anderen Tag (Stimme)
- 2013: Water & Power
- 2017: Renegades – The Series (vormals Star Trek: Renegades) (Webserie)
- 2019: The Circuit
- 2022: Star Trek: Prodigy (Fernsehserie, 1 Folge)

## Theater

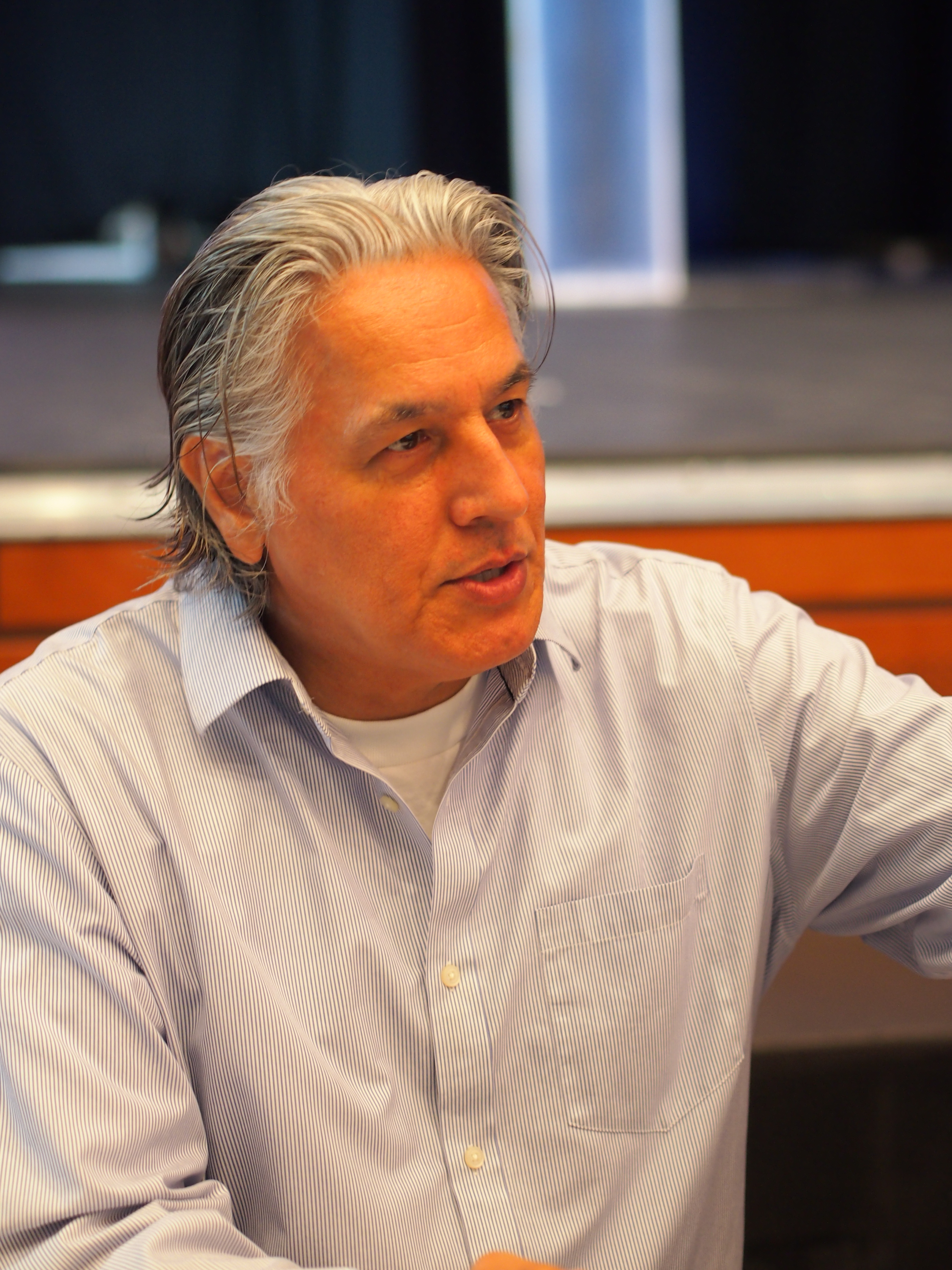
Robert Beltran im Jahr 2013

- 1979: California Shakespeare Festival
- 1980: Bard in the Box Tour
- 1980: La Pastorela
- 1981: A Midsummer Night’s Dream
- 1981: Taming of the Shrew
- 1981: Romeo and Juliet
- 1981: Hamlet
- 1981: Henry IV, part 1 and Henry IV, part 2
- 1983: Corridos
- 1985: The Quartered Man
- 1986: I Don’t Have To Show You No Stinkin’ Badges
- 1987: Stars In The Morning Sky
- 1988: A Burning Beach
- 1989: Macbeth
- 1991: Widows
- 1993: A Touch Of The Poet
- 1997: Hamlet
- 2003: The Big Knife